# Rezerwat przyrody Las Piwnicki

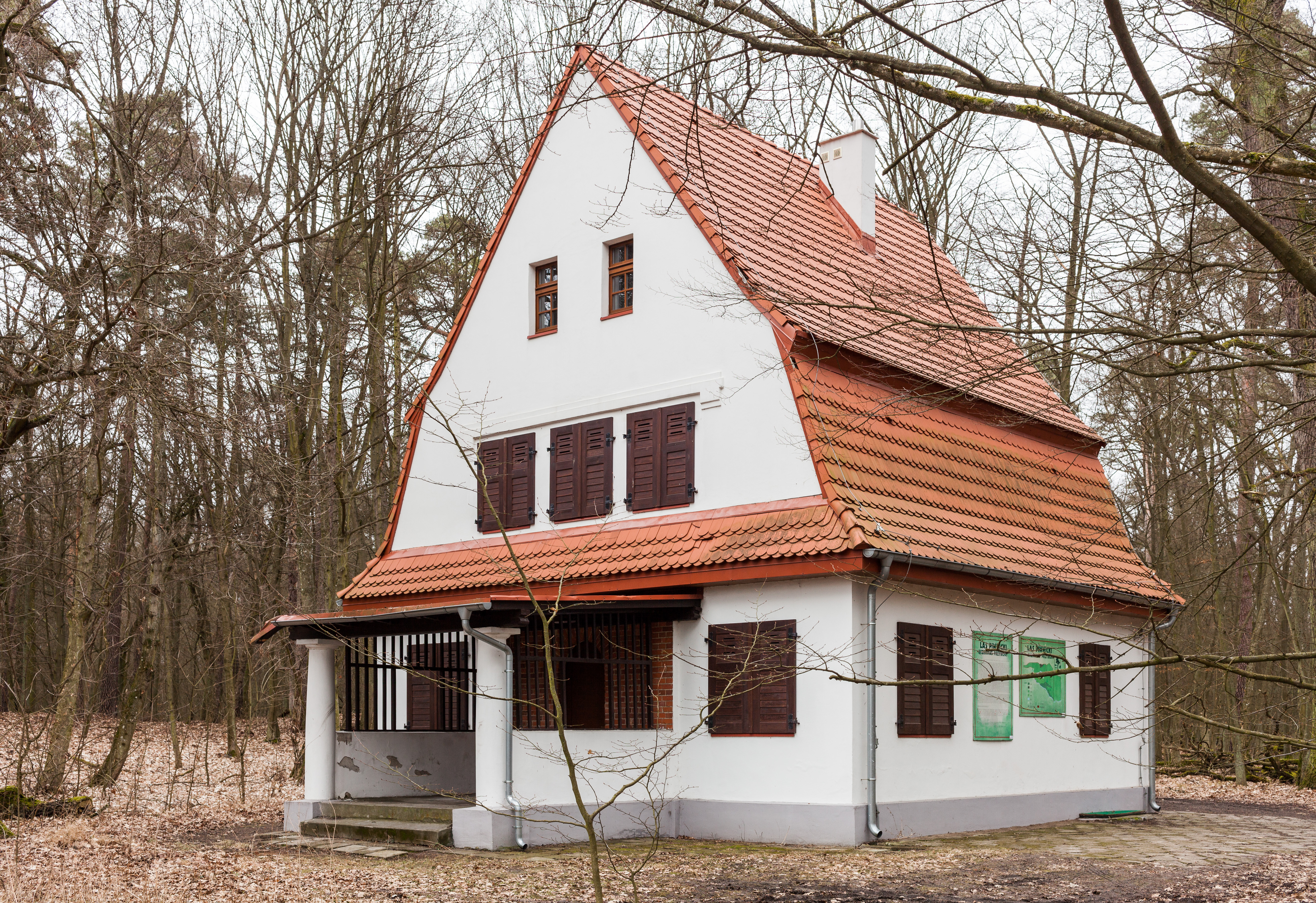
Stacja Ekologiczna Uniwersytetu Mikołaja Kopernika w Toruniu

Rezerwat przyrody Las Piwnicki – leśny rezerwat przyrody o powierzchni 36,95 ha, położony w województwie kujawsko-pomorskim, na terenie gminy Łysomice (wieś Piwnice), w pobliżu Torunia. Ochronie podlega grąd z 300-letnimi dębami oraz 160-letnimi sosnami. Na jego terenie działa Stacja Ekologiczna Uniwersytetu Mikołaja Kopernika w Toruniu.
Obszar rezerwatu podlega ochronie czynnej.

## Historia i powierzchnia
Las Piwnicki należy do najstarszych rezerwatów przyrody na ziemi chełmińskiej. Jego ochronę zainicjował w 1924 roku prof. Adam Wodziczko. W wyniku jego interwencji, Wojewoda Pomorski wydał w tym samym roku zakaz prowadzenia prac zrębowych w Lesie Piwnickim. 
Rezerwat przyrody Las Piwnicki został utworzony zarządzeniem Ministra Leśnictwa i Przemysłu Drzewnego z dnia 25 sierpnia 1956 roku. Pierwotnie powierzchnia rezerwatu wynosiła 25,83 ha. W roku 1981 została powiększona do 37,20 ha. Obecnie rezerwat zajmuje 36,95 ha i obejmuje oddziały 55, 56 i częściowo 75, położone w leśnictwie Łysomice w Nadleśnictwie Toruń.

## Charakterystyka
Celem ochrony jest zachowanie wielogatunkowych zbiorowisk leśnych o cechach naturalnych, występujących na glebach wytworzonych z piasków terasowych i wydmowych. Rezerwat reprezentuje niewielki, dobrze zachowany fragment bogatych florystycznie lasów i borów mieszanych, porastających w przeszłości rozległe obszary pradoliny Wisły. Powierzchnia rezerwatu znajduje się na IX erozyjno-akumulacyjnym terasie pradoliny Wisły, w pobliżu krawędzi wysoczyzny morenowej. Południową granicę stanowi malowniczo meandrująca Struga Łysomicka. Najwyższe wzniesienie występuje w środkowo-zachodniej części rezerwatu i osiąga 71,5 m n.p.m. Teren obniża się łagodnie ku zachodowi, gdzie znajduje się punkt najniższy 61,5 m n.p.m. W rezerwacie znajdują się dwa wały wydmowe o wysokości 3–5 metrów, wydłużone w kierunku zachodnim.
Skałą macierzystą gleb rezerwatu są ubogie piaski luźne. Wykształciło się tu dziewięć typów i podtypów genetycznych gleb, z których najliczniej reprezentowane są gleby automorficzne – rdzawo-zbielicowane i rdzawo-brunatne, a następnie gleby semihydromorficzne, kompleks gleb murszastych i bielicowo-murszastych oraz gleby hydromorficzne – murszowo-torfowe i murszowo-mineralne. Przeważającym typem próchnicy jest mull i moder. Gleby rezerwatu Las Piwnicki wyróżniają się dużą żyznością pomimo niskiej zawartości składników pokarmowych w skale macierzystej. Wynika to z biologicznej akumulacji związków pokarmowych w powierzchniowych poziomach glebowych oraz intensywnego obiegu ich w układzie: gleba – drzewostan – gleba (Prusinkiewicz, K. Biały – 1976 rok). Warunkiem trwania tego korzystnego zjawiska jest utrzymanie obecnego składu roślinności i stosunków wodnych. Istniejący układ warunków glebowo-siedliskowych jest szczególnie cenny dla badań nad produkcyjnością ekosystemów leśnych. Gatunkami panującymi w drzewostanach rezerwatu są: sosna pospolita, dąb bezszypułkowy i szypułkowy, grab pospolity, olsza czarna oraz brzoza brodawkowata i omszona. Z krzewów spotykać można: leszczynę pospolitą, berberys zwyczajny, bez czarny, czeremchę zwyczajną, dereń świdwę, kruszynę, trzmielinę pospolitą i brodawkowatą oraz tawlinę.
Większość drzewostanów posiada strukturę piętrową. Górne piętro tworzy sosna w wieku od 150 do 200 lat i dąb 250–300-letni. W piętrze dolnym występuje dąb i grab. Od kilkunastu lat występuje intensywne wydzielanie się starodrzewu sosnowego. Do częściej spotykanych gatunków runa leśnego należą gatunki charakterystyczne dla grądów, borów i olszyn: konwalia majowa i konwalijka dwulistna, czyściec leśny, gwiazdnica wielkokwiatowa, gajowiec żółty, kokorycz wątła, orlica pospolita, śmiałek pogięty, borówka czarna, skrzyp leśny, siódmaczek leśny, przytulia wonna, przylaszczka pospolita, złoć mała i żółta, zawilec gajowy i niecierpek pospolity.
Fauna rezerwatu reprezentowana jest przez wszystkie gatunki płazów, gadów, ptaków i drobnych ssaków charakterystycznych dla obszaru niżowego. Badania wykazały, że pierwotnych zespołem leśnym na terenie rezerwatu był grąd w różnych wariantach ekologicznych. Wprowadzenie sosny spowodowało częściową degradację siedliska grądowego. Obecnie zachodzi regeneracja fitocenozy grądu z właściwym dla tego siedliska drzewostanem grabowo-dębowym. Zadaniem nauki jest obserwacja tego procesu oraz dokumentacja możliwości ubogiego siedliska i jego potencjału ekologicznego.

## Turystyka
Przez teren rezerwatu prowadzi mająca formę pętli trasa ścieżki dydaktycznej „Powrót do pierwotnego lasu” o długości około 10 km, która zaczyna się i kończy w osadzie leśnej Barbarka położonej na południe od rezerwatu, leżącej w administracyjnych granicach miasta Torunia. Trasę można pokonać pieszo lub rowerem.